# Монтажник (Киев)
Монтажник (укр. Монтажник) — историческая местность Киева, селение в Соломенском районе. Расположена на западных склонах Байковой горы вдоль улицы Монтажников и прилегающих к ней улиц. Прилегает к местностям Божков Яр, Забайковье, Александровская Слободка.

## История
Селение было распланировано и застроено с 1949 года и в течение 1950-х годов (автор проекта селения — С. Андриевский) на незастроенной территории между Забайковьем и Александровской Слободкой.
Основная застройка — одноэтажные садовые дома со вкраплением 2-3-этажных многоквартирных зданий. Имеется около 10 улиц (основная улица — ул. Монтажников, улицы Медвинская, Лисичанская и др.).